# Tony Lomo
Tony Lomo (17 de dezembro de 1983 - Takwa) é um judoca das Ilhas Salomão que participou das Olimpíadas de 2012 na categoria até 60 kg. Perdeu nas oitavas de final para Sofiane Milous, não alcançando nenhuma medalha nesta competição.